# Temporada 1980 de la NFL
La Temporada 1980 de la NFL fue la 61.ª en la historia de la NFL. Después de que la liga se negara a aprobar la mudanza propuesta por los Raiders de Oakland, California, a Los Ángeles, el equipo junto con Los Angeles Memorial Coliseum demandaron a la NFL por violar las leyes antimonopolio. El fallo del juicio no se decidió sino hasta antes de la temporada 1982.

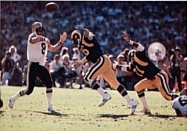
1986 Jeno's Pizza

La temporada finalizó con el Super Bowl XV cuando los Oakland Raiders vencieron a los Philadelphia Eagles por 27-10 en el Louisiana Superdome, New Orleans, Louisiana convirtiéndose en el primer equipo, clasificado como Wild Card, en lograrlo.

## Carrera Divisional
Desde 1978 hasta 1989, fueron 10 los equipos clasificados para los playoffs: los ganadores de cada una de las divisiones, y dos equipos comodines en cada conferencia. Los dos comodines se jugaban un partido en una fase previa por el derecho a enfrentar a cualquiera de los tres ganadores de división que tenía el mejor registro general de su conferencia. Las reglas de desempate se basaron en enfrentamientos directos, seguido de los registros de división, los registros de oponentes comunes, y juego de conferencia.

### Conferencia Nacional
| Semana | Este         |      | Central   |     | Oeste       |      | WildCard     |      | WildCard     |      |
| ------ | ------------ | ---- | --------- | --- | ----------- | ---- | ------------ | ---- | ------------ | ---- |
| 1      | 3 equipos    | 1-0  | 4 equipos | 1-0 | SF          | 1-0  |              |      |              |      |
| 2      | Phi          | 2-0  | Det, TB   | 2-0 | SF          | 2-0  |              |      |              |      |
| 3      | Phi          | 3-0  | Det       | 3-0 | SF          | 3-0  | Dal, TB, Min | 2-1  |              |      |
| 4      | Phi, Dal     | 3-1  | Det       | 4-0 | SF          | 3-1  | Phi, Dal     | 3-1  | 4 equipos    | 2-2  |
| 5      | Phi, Dal     | 4-1  | Det       | 4-1 | SF, LA, Atl | 3-2  | Phi, Dal     | 4-1  | SF, LA, Atl  | 3-2  |
| 6      | Phi, Dal     | 5-1  | Det       | 5-1 | LA          | 4-2  | Phi, Dal     | 5-1  | Min, SF, Atl | 3-3  |
| 7      | Phi          | 6-1  | Det       | 5-2 | LA          | 5-2  | Dal          | 5-2  | Atl          | 4-3  |
| 8      | Phi          | 7-1  | Det       | 5-3 | LA, Atl     | 5-3  | Dal          | 6-2  | LA, Atl      | 5-3  |
| 9      | Phi          | 8-1  | Det       | 6-3 | LA, Atl     | 6-3  | Dal          | 7-2  | LA, Atl      | 6-3  |
| 10     | Phi          | 9-1  | Det       | 6-4 | Atl         | 7-3  | Dal          | 7-3  | LA           | 6-4  |
| 11     | Phi          | 10-1 | Det, Min  | 6-5 | Atl         | 8-3  | Dal          | 8-3  | LA           | 7-4  |
| 12     | Phi          | 11-1 | Det       | 7-5 | Atl         | 9-3  | Dal          | 9-3  | LA           | 8-4  |
| 13     | Phi          | 11-2 | Det, Min  | 7-6 | Atl         | 10-3 | Dal          | 10-3 | LA           | 9-4  |
| 14     | Phi, Dal     | 11-3 | Min       | 8-6 | Atl         | 11-3 | Phi, Dal     | 11-3 | LA           | 9-5  |
| 15     | Phi          | 12-3 | Min       | 9-6 | Atl         | 12-3 | Dal          | 11-4 | LA           | 10-5 |
| 16     | Philadelphia | 12-4 | Minnesota | 9-7 | Atlanta     | 12-4 | Dallas       | 12-4 | Los Angeles  | 11-5 |

### Conferencia Americana
| Semana | Este      |      | Central       |      | Oeste     |      | WildCard               |      | WildCard           |      |
| ------ | --------- | ---- | ------------- | ---- | --------- | ---- | ---------------------- | ---- | ------------------ | ---- |
| 1      | 3 equipos | 1-0  | Pit           | 1-0  | SD, Oak   | 1-0  |                        |      |                    |      |
| 2      | Buf       | 2-0  | Pit           | 2-0  | SD        | 2-0  |                        |      |                    |      |
| 3      | Buf       | 3-0  | Pit, Hou      | 2-1  | SD        | 3-0  | Pit, Hou, Mia, NE, Oak | 2-1  |                    |      |
| 4      | Buf       | 4-0  | Pit, Hou      | 3-1  | SD        | 4-0  | Pit, Hou, Mia, NE      | 3-1  | Bal, Cle, Oak, Sea | 2-2  |
| 5      | Buf       | 5-0  | Pit           | 9-1  | SD        | 4-1  | NE                     | 4-1  | Mia, Bal, Hou, Sea | 3-2  |
| 6      | Buf, NE   | 5-1  | Pit           | 4-2  | SD        | 4-2  | Buf, NE                | 5-1  | Bal                | 4-2  |
| 7      | NE        | 6-1  | Pit, Cle, Hou | 4-3  | SD        | 5-2  | Buf                    | 5-2  | 6 equipos          | 4-3  |
| 8      | Buf, NE   | 6-2  | Cle, Hou      | 5-3  | SD, Oak   | 5-3  | Buf, NE                | 6-2  | Cle, Hou, SD, Oak  | 5-3  |
| 9      | NE        | 7-2  | Cle, Hou      | 6-3  | SD, Oak   | 6-3  | Buf, Cle, Hou, SD, Oak | 6-3  | Bal, Pit           | 5-4  |
| 10     | Buf, NE   | 7-3  | Cle, Hou      | 7-3  | Oak       | 7-3  | Buf, NE, Cle, Hou      | 7-3  | Pit, SD            | 6-4  |
| 11     | Buf       | 8-3  | Hou           | 8-3  | Oak       | 8-3  | NE, Pit, Cle, SD       | 7-4  | Mia, Bal, Den      | 6-5  |
| 12     | Buf       | 9-3  | Cle, Hou      | 8-4  | SD, Oak   | 8-4  | NE, Cle, Hou, SD, Oak  | 8-4  | Pit, Den           | 7-5  |
| 13     | Buf       | 9-4  | Cle           | 9-4  | SD, Oak   | 9-4  | SD, Oak                | 9-4  | NE, Pit, Hou       | 8-5  |
| 14     | Buf       | 10-4 | Cle           | 10-4 | SD, Oak   | 9-5  | SD, Oak, Hou           | 9-5  | NE, Pit            | 8-6  |
| 15     | Buf       | 10-5 | Cle, Hou      | 10-5 | SD, Oak   | 10-5 | Cle, Hou, SD, Oak      | 10-5 | NE, Pit            | 9-6  |
| 16     | Buffalo   | 11-5 | Cleveland     | 11-5 | San Diego | 11-5 | Oakland                | 11-5 | Houston            | 11-5 |

## Temporada regular
V = Victorias, D = Derrotas, E = Empates, CTE = Cociente de victorias [V+(E/2)]/(V+D+E), PF= Puntos a favor, PC = Puntos en contra
| Clasificado para los playoffs |

| Buffalo Bills(3)     | 11 | 5  | 0 | .688 | 320 | 260 |
| New England Patriots | 10 | 6  | 0 | .625 | 441 | 325 |
| Miami Dolphins       | 8  | 8  | 0 | .500 | 266 | 305 |
| Baltimore Colts      | 7  | 9  | 0 | .438 | 355 | 387 |
| New York Jets        | 4  | 12 | 0 | .250 | 302 | 395 |

| Cleveland Browns(2) | 11 | 5  | 0 | .688 | 357 | 310 |
| Houston Oilers(5)   | 11 | 5  | 0 | .688 | 295 | 251 |
| Pittsburgh Steelers | 9  | 7  | 0 | .563 | 352 | 313 |
| Cincinnati Bengals  | 6  | 10 | 0 | .375 | 244 | 312 |

| San Diego Chargers(1) | 11 | 5  | 0 | .688 | 418 | 327 |
| Oakland Raiders(4)    | 11 | 5  | 0 | .688 | 364 | 306 |
| Kansas City Chiefs    | 8  | 8  | 0 | .500 | 319 | 336 |
| Denver Broncos        | 8  | 8  | 0 | .500 | 310 | 323 |
| Seattle Seahawks      | 4  | 12 | 0 | .250 | 291 | 408 |

| Philadelphia Eagles(2) | 12 | 4  | 0 | .750 | 384 | 222 |
| Dallas Cowboys(4)      | 12 | 4  | 0 | .750 | 454 | 311 |
| Washington Redskins    | 6  | 10 | 0 | .375 | 261 | 293 |
| St. Louis Cardinals    | 5  | 11 | 0 | .313 | 299 | 350 |
| New York Giants        | 4  | 12 | 0 | .250 | 249 | 425 |

| Minnesota Vikings(3) | 9 | 7  | 0 | .563 | 317 | 308 |
| Detroit Lions        | 9 | 7  | 0 | .563 | 334 | 272 |
| Chicago Bears        | 7 | 9  | 0 | .438 | 304 | 264 |
| Tampa Bay Buccaneers | 5 | 10 | 1 | .344 | 271 | 341 |
| Green Bay Packers    | 5 | 10 | 1 | .344 | 231 | 371 |

| Atlanta Falcons(1)  | 12 | 4  | 0 | .750 | 405 | 272 |
| Los Angeles Rams(5) | 11 | 5  | 0 | .688 | 424 | 289 |
| San Francisco 49ers | 6  | 10 | 0 | .375 | 320 | 415 |
| New Orleans Saints  | 1  | 15 | 0 | .063 | 291 | 487 |

### Desempates
- Cleveland finalizó por delante de Houston en la AFC Central basado en un mejor registro de conferencia (8-4 contra 7-5 de los Oilers).
- San Diego finalizó por delante de Oakland en la AFC Oeste por obtener más puntos contra adversarios comunes dentro de la división (60 puntos contra 37 de los Raiders).
- San Diego fue el primer cabeza de serie en la AFC por delante de Cleveland y Buffalo basado en un mejor registro de conferencia (9-3 contra 8-4 de los Browns e 8-4 de los Bills).
- Cleveland fue el segundo cabeza de serie en la AFC basado en un mejor registro contra adversarios comunes (5-2 contra 5-3 de los Bills).
- Oakland fue el cuarto cabeza de serie en la AFC por delante de Houston basado en un mejor registro de conferencia (9-3 contra 7-5 de los Oilers).
- Kansas City finalizó por delante de Denver en la AFC Oeste basado en victorias en enfrentamientos directos (2-0).
- Philadelphia finalizó por delante de Dallas en la NFC Este por obtener más puntos contra adversarios comunes dentro de la división (84 puntos contra 50 de los Cowboys).
- Atlanta fue el primer cabeza de serie en la NFC por delante de Philadelphia basado en victorias en enfrentamientos directos (1-0).
- Minnesota finalizó por delante de Detroit en la NFC Central basado en un mejor registro de conferencia (8-4 contra 9-5 de los Lions).
- Tampa Bay finalizó por delante de Green Bay en la NFC Central basado en un mejor registro en enfrentamientos directos (1-0-1 contra 0-1-1 de los Packers).

## Postemporada
|  | Ronda Wild Card              | Ronda Wild Card              | Ronda Wild Card              |                      |                      | Ronda Divisional                 | Ronda Divisional                 | Ronda Divisional                 |                      |                      | Finales de Conferencia          | Finales de Conferencia          | Finales de Conferencia          |  |  | Super Bowl                 | Super Bowl                 | Super Bowl                 |
|  |                              |                              |                              |                      |                      |                                  |                                  |                                  |                      |                      |                                 |                                 |                                 |  |  |                            |                            |                            |
|  |                              |                              |                              |                      |                      | 4 de Ene - Cleveland Stadium     |                                  |                                  |                      |                      |                                 |                                 |                                 |  |  |                            |                            |                            |
|  |                              |                              |                              |                      |                      | 4                                | Oakland                          | 14                               |                      |                      |                                 |                                 |                                 |  |  |                            |                            |                            |
|  | 28 de Dic - Oakland Coliseum | 28 de Dic - Oakland Coliseum | 28 de Dic - Oakland Coliseum |                      |                      | 2                                | Cleveland                        | 12                               |                      |                      | 11 de Ene - Jack Murphy Stadium | 11 de Ene - Jack Murphy Stadium | 11 de Ene - Jack Murphy Stadium |  |  |                            |                            |                            |
|  | 5                            | Houston                      | 7                            | Ronda Divisional AFC | Ronda Divisional AFC | Ronda Divisional AFC             |                                  |                                  | 4                    | Oakland              | 34                              |                                 |                                 |  |  |                            |                            |                            |
|  | 4                            | Oakland                      | 27                           |                      |                      | 3 Ene - Jack Murphy Stadium      | 3 Ene - Jack Murphy Stadium      | 3 Ene - Jack Murphy Stadium      |                      |                      | 1                               | San Diego                       | 27                              |  |  |                            |                            |                            |
|  | Ronda Wild Card AFC          | Ronda Wild Card AFC          | Ronda Wild Card AFC          | 3                    | Buffalo              | 14                               |                                  |                                  | Campeonato de la AFC | Campeonato de la AFC | Campeonato de la AFC            |                                 |                                 |  |  |                            |                            |                            |
|  |                              |                              |                              |                      |                      | 1                                | San Diego                        | 20                               |                      |                      |                                 |                                 |                                 |  |  | 25 de Ene - Louisiana Sup. | 25 de Ene - Louisiana Sup. | 25 de Ene - Louisiana Sup. |
|  |                              |                              |                              |                      |                      |                                  |                                  |                                  |                      |                      |                                 |                                 |                                 |  |  | A4                         | Oakland                    | 27                         |
|  |                              |                              |                              |                      |                      | 2 de Ene - Fulton County Stadium | 2 de Ene - Fulton County Stadium | 2 de Ene - Fulton County Stadium |                      |                      |                                 |                                 |                                 |  |  | N2                         | Philadelphia               | 10                         |
|  |                              |                              |                              |                      |                      | 4                                | Dallas                           | 30                               |                      |                      |                                 |                                 |                                 |  |  | Super Bowl XV              | Super Bowl XV              | Super Bowl XV              |
|  | 28 de Dic - Texas Stadium    | 28 de Dic - Texas Stadium    | 28 de Dic - Texas Stadium    |                      |                      | 1                                | Atlanta                          | 27                               |                      |                      | 11 de Ene - Veterans Stadium    | 11 de Ene - Veterans Stadium    | 11 de Ene - Veterans Stadium    |  |  |                            |                            |                            |
|  | 5                            | Los Angeles                  | 13                           | Ronda Divisional NFC | Ronda Divisional NFC | Ronda Divisional NFC             |                                  |                                  | 3                    | Dallas               | 7                               |                                 |                                 |  |  |                            |                            |                            |
|  | 4                            | Dallas                       | 34                           |                      |                      | 3 de Ene – Veterans Stadium      | 3 de Ene – Veterans Stadium      | 3 de Ene – Veterans Stadium      |                      |                      | 2                               | Philadelphia                    | 20                              |  |  |                            |                            |                            |
|  | Ronda Wild Card NFC          | Ronda Wild Card NFC          | Ronda Wild Card NFC          | 3                    | Minnesota            | 16                               |                                  |                                  | Campeonato de la NFC | Campeonato de la NFC | Campeonato de la NFC            |                                 |                                 |  |  |                            |                            |                            |
|  |                              |                              |                              |                      |                      | 2                                | Philadelphia                     | 31                               |                      |                      |                                 |                                 |                                 |  |  |                            |                            |                            |

La letra negrita indica el equipo ganador.

## Premios anuales
Al final de temporada se entregan diferentes premios reconociendo el valor del jugador durante la temporada entera.
| Premio                     | Ganador           | Posición      | Equipo              |
| -------------------------- | ----------------- | ------------- | ------------------- |
| Jugador más valioso        | Brian Sipe        | Quarterback   | Cleveland Browns    |
| Jugador ofensivo del año   | Earl Campbell     | Running back  | Houston Oilers      |
| Jugador defensivo del año  | Lester Hayes      | Cornerback    | Oakland Raiders     |
| Entrenador del año         | Chuck Knox        | Head Coach    | Buffalo Bills       |
| Novato ofensivo del año    | Billy Sims        | Running back  | Detroit Lions       |
| Novato defensivo del año   | Buddy Curry       | Linebacker    | Atlanta Falcons     |
| Novato defensivo del año   | Al Richardson     | Linebacker    | Atlanta Falcons     |
| Regreso del año            | Jim Plunkett      | Quarterback   | Oakland Raiders     |
| Hombre del Año             | Harold Carmichael | Wide receiver | Philadelphia Eagles |
| Jugador más valioso del SB | Jim Plunkett      | Quarterback   | Oakland Raiders     |